# 나혜진 (가수)
나혜진(? ~ )은 대한민국의 가수다.

## 방송
- 트로트 내 고향 (2019)
- 전국노래자랑 (2020) - 최우수상
- 히든싱어 6 (2020) - 김연자 편 6위

## 음반
- 동아닷컴 트로트 웹 예능 '트로트내고향' 주제곡 (2020)
- 오늘도 오케이 (2020)
- 불타는 트롯걸 4인방 (2024)